# Посадниковское
Посадниковское — озеро в Стехновской волости Новоржевского района Псковской области.
Площадь — 3,8 км² (376,3 га). Максимальная глубина — 5,5 м, средняя глубина — 3,8 м.
На берегу озера расположены деревни: Посадниково, Тараскино, Взгляды, Плушкино.
Проточное. Относится к бассейну реки Шершня, притока Сороти, которые, в свою очередь, относятся к бассейну реки Великая.
Тип озера лещево-уклейный. Массовые виды рыб: лещ, щука, плотва, окунь, уклея, ерш, густера, красноперка, золотой и серебряный караси, линь, налим, язь, елец, пескарь, вьюн, щиповка, голец, бычок-подкаменщик, карп; широкопалый рак (единично).
Для озера характерны: в центре — ил, заиленныей песок, песчано-каменистые нальи, в литорали — песок, заиленный песок, песок с галькой, камни.